# Poilley (Ille-et-Vilaine)
Cet article concerne la commune de Poilley en Ille-et-Vilaine. Pour la commune homonyme de la Manche, voir Poilley (Manche).
Poilley [pɔjɛ] est une commune française située dans le département d'Ille-et-Vilaine en région Bretagne, peuplée de 380 habitants.

## Géographie

### Communes limitrophes
| Le Ferré                         |               | Saint-Georges-de-Reintembault |
| Montours (Les Portes du Coglais) | Poilley       |                               |
|                                  | Le Châtellier | Villamée                      |

### Hydrographie
Pour un article plus général, voir Réseau hydrographique d'Ille-et-Vilaine.
La commune est traversée par la ligne de partage des eaux entre les bassins hydrographiques Seine-Normandie et Loire-Bretagne. Elle est drainée par le Beuvron, le Guerge, le ruisseau des échelles, le cours d'eau 01 de Déan, le fossé 01 de la Piltais, le fossé 09 des Masures et le ruisseau de Guernais,,.
Le Beuvron, d'une longueur de 31 km, prend sa source dans la commune de Parigné et se jette  dans la Sélune à Ducey-Les Chéris, après avoir traversé onze communes. 

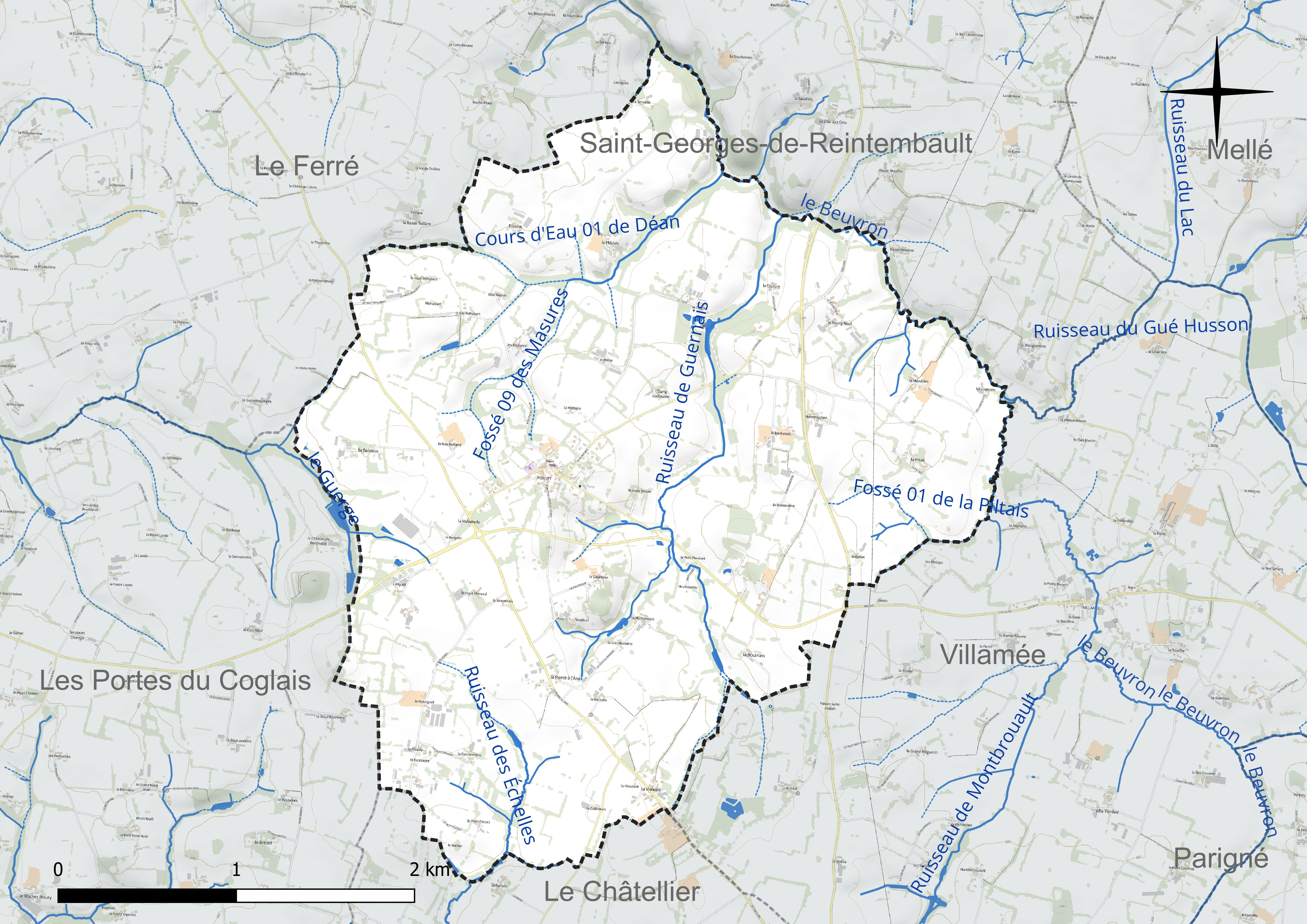
Réseau hydrographique de Poilley.

Le Guerge, d'une longueur de 26 km, prend sa source dans la commune des Portes du Coglais et se jette  dans le Couesnon à Sougeal, après avoir traversé sept communes. 
Le Échelles, d'une longueur de 12 km, prend sa source dans la commune  et se jette  dans la Loisance à Maen Roch, après avoir traversé cinq communes. 

### Climat
Pour des articles plus généraux, voir Climat de la Bretagne et Climat d'Ille-et-Vilaine.
En 2010, le climat de la commune est de type climat océanique franc, selon une étude du CNRS s'appuyant sur une série de données couvrant la période 1971-2000. En 2020, Météo-France publie une typologie des climats de la France métropolitaine dans laquelle la commune est exposée à un climat océanique et est dans la région climatique  Bretagne orientale et méridionale, Pays nantais, Vendée, caractérisée par une faible pluviométrie en été et une bonne insolation. Parallèlement l'observatoire de l'environnement en Bretagne publie en 2020 un zonage climatique de la région Bretagne, s'appuyant sur des données de Météo-France de 2009. La commune est, selon ce zonage, dans la zone « Intérieur Est », avec des hivers frais, des étés chauds et des pluies modérées.  
Pour la période 1971-2000, la température annuelle moyenne est de 10,8 °C, avec une amplitude thermique annuelle de 13,1 °C. Le cumul annuel moyen de précipitations est de 934 mm, avec 14 jours de précipitations en janvier et 8,3 jours en juillet. Pour la période 1991-2020, la température moyenne annuelle observée sur la station météorologique la plus proche, située sur la commune de Louvigné-du-Désert à 10 km à vol d'oiseau, est de 11,1 °C et le cumul annuel moyen de précipitations est de 941,3 mm,. Pour l'avenir, les paramètres climatiques de la commune estimés pour 2050 selon différents scénarios d'émission de gaz à effet de serre sont consultables sur un site dédié publié par Météo-France en novembre 2022.

## Urbanisme

### Typologie
Au 1er janvier 2024, Poilley est catégorisée commune rurale à habitat très dispersé, selon la nouvelle grille communale de densité à sept niveaux définie par l'Insee en 2022.
Elle est située hors unité urbaine. Par ailleurs la commune fait partie de l'aire d'attraction de Fougères, dont elle est une commune de la couronne,. Cette aire, qui regroupe 26 communes, est catégorisée dans les aires de 50 000 à moins de 200 000 habitants,.

### Occupation des sols
L'occupation des sols de la commune, telle qu'elle ressort de la base de données européenne d'occupation biophysique des sols Corine Land Cover (CLC), est marquée par l'importance des territoires agricoles (99,2 % en 2018), une proportion identique à celle de 1990 (99,2 %). La répartition détaillée en 2018 est la suivante : 
prairies (68,8 %), zones agricoles hétérogènes (17,3 %), terres arables (13,2 %), forêts (0,8 %). L'évolution de l'occupation des sols de la commune et de ses infrastructures peut être observée sur les différentes représentations cartographiques du territoire : la carte de Cassini (XVIIIe siècle), la carte d'état-major (1820-1866) et les cartes ou photos aériennes de l'IGN pour la période actuelle (1950 à aujourd'hui).

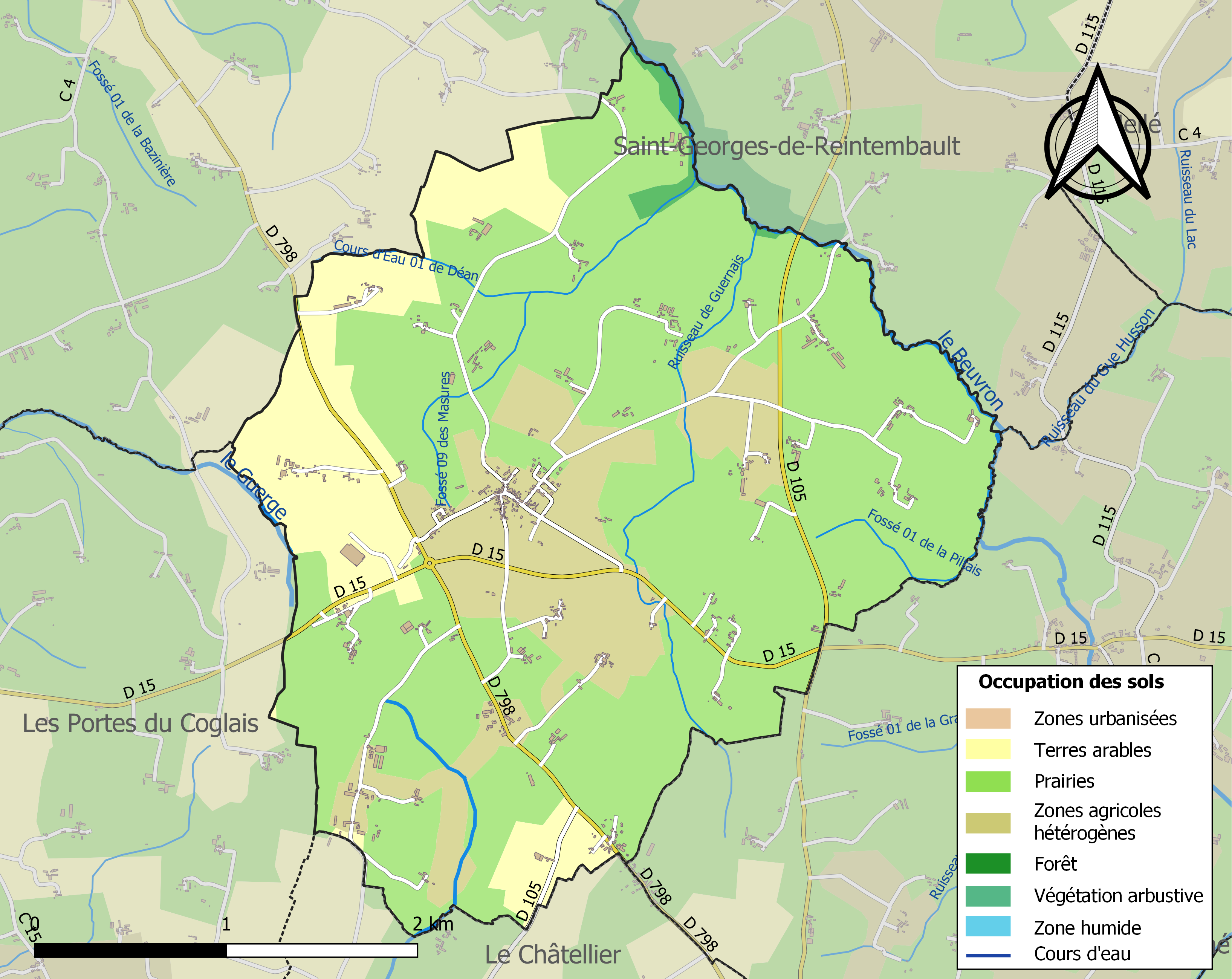
Carte des infrastructures et de l'occupation des sols de la commune en 2018 (CLC).

## Toponymie
Poilley vient, semble-t-il, du gallo-romain Paulius ou Paullius, suivi du suffixe -acum, d'origine gauloise de localisation et de propriété. La paroisse de Poilley, qui dépendait autrefois de l'ancien évêché de Rennes, est encore appelée parfois Poilley-le-Léonnais, à cause du prénom de Léonèse ou Léonnais porté au XIIe et au XIIIe siècle par plusieurs seigneurs de Poilley.
En 1944, Théophile Jeusset crée un nom en breton pour la localité : Paolieg Roazon.

## Histoire
À la fin du Xe siècle, l'église est placée sous la dépendance du seigneur Gradeloc qui la confie entre 991 et 1009 à l'abbaye du Mont-Saint-Michel. Les descendants de la famille Gradeloc portent le nom de Poilley.
Le château de Poilley est le manoir seigneurial de la paroisse. La seigneurie de Poilley, relevant de la baronnie de Fougères, est érigée en châtellenie en 1498. Les terres de la famille Poilley sont érigées ensuite en baronnie en 1595, puis en comté en 1636. Cette seigneurie exerçait un droit de haute justice à Saint-Georges de Reintembault. Vers 1660, le domaine des Poilley passe par alliance entre les mains de la famille Princey. Le château est conservé par la famille Princey jusqu'en 1889. Le cimetière de Poilley est transféré entre 1906 et 1910.
Les Chouans, sous les ordres d'Aimé de Bois-Guy, sont battus près de Poilley par 3000 Républicains le 17 mai 1796.

## Politique et administration

### Liste des maires
| Période                                  | Période                   | Identité          | Étiquette | Qualité                                                                 |
| ---------------------------------------- | ------------------------- | ----------------- | --------- | ----------------------------------------------------------------------- |
| Les données manquantes sont à compléter. |                           |                   |           |                                                                         |
| 1983                                     | mars 2008                 | Olivier Ménard    | DVD-UDF   | Cadre commercial Conseiller général de Louvigné-du-Désert (1987 → 1998) |
| mars 2008                                | décembre 2018 (démission) | Gérard Barbedette |           | Adjoint administratif                                                   |
| 22 janvier 2019                          | En cours                  | Noël Demazel      |           | Agriculteur                                                             |

### Jumelages
Avec les sept autres communes du canton de Louvigné-du-Désert, aujourd'hui dissous, Poilley est jumelée avec :
- Burnham-on-Sea and Highbridge (Royaume-Uni) depuis 2000.

## Démographie
L'évolution du nombre d'habitants est connue à travers les recensements de la population effectués dans la commune depuis 1793. Pour les communes de moins de 10 000 habitants, une enquête de recensement portant sur toute la population est réalisée tous les cinq ans, les populations de référence des années intermédiaires étant quant à elles estimées par interpolation ou extrapolation. Pour la commune, le premier recensement exhaustif entrant dans le cadre du nouveau dispositif a été réalisé en 2008.
En 2022, la commune comptait 380 habitants, en évolution de −0,78 % par rapport à 2016 (Ille-et-Vilaine : +5,46 %, France hors Mayotte : +2,11 %).
| 1793  | 1800 | 1806 | 1821 | 1831 | 1836 | 1841 | 1846 | 1851 |
| ----- | ---- | ---- | ---- | ---- | ---- | ---- | ---- | ---- |
| 1 003 | 880  | 971  | 903  | 918  | 900  | 971  | 982  | 999  |

| 1856 | 1861  | 1866 | 1872 | 1876 | 1881 | 1886 | 1891 | 1896 |
| ---- | ----- | ---- | ---- | ---- | ---- | ---- | ---- | ---- |
| 976  | 1 016 | 935  | 934  | 902  | 897  | 855  | 822  | 811  |

| 1901 | 1906 | 1911 | 1921 | 1926 | 1931 | 1936 | 1946 | 1954 |
| ---- | ---- | ---- | ---- | ---- | ---- | ---- | ---- | ---- |
| 758  | 779  | 750  | 652  | 457  | 659  | 645  | 609  | 646  |

| 1962 | 1968 | 1975 | 1982 | 1990 | 1999 | 2006 | 2008 | 2013 |
| ---- | ---- | ---- | ---- | ---- | ---- | ---- | ---- | ---- |
| 674  | 572  | 554  | 468  | 419  | 384  | 402  | 407  | 385  |

| 2018 | 2022 | - | - | - | - | - | - | - |
| ---- | ---- | - | - | - | - | - | - | - |
| 374  | 380  | - | - | - | - | - | - | - |

## Lieux et monuments

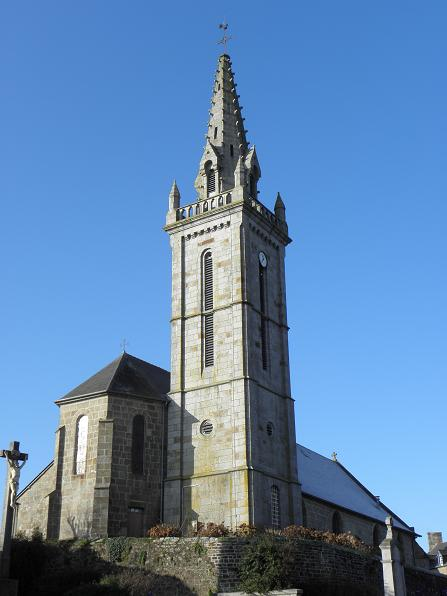
L'église Saint-Martin.

- L'église Saint-Martin (XVIe siècle). L'église primitive avait été confiée dès l'an mil aux bénédictins du Mont-Saint-Michel. Le clocher date de 1870-1872. L'église se composait jusqu'en 1860 d'une nef avec deux collatéraux (XVIe siècle) et de trois absides romanes. L'église est réaménagée en 1895 et 1910. La nef est séparée des bas côtés par quatre arcades qui reposent sur des piliers octogonaux. Les sablières et le pilier de la chaire portent les dates de 1562, 1573 et 1577. L'église conserve quelques pierres tombales. Les seigneurs de Poilley avaient jadis leurs armes au-dessus des portes et sur une litre, ainsi qu'un enfeu dans le chœur.
- La croix des Aumônes (XVIIe siècle).
- La croix de Demeau ou de la Boutriais (XVIe siècle)[réf. souhaitée], inscrit monument historique[31].
- Le château de Poilley (1450). Ce château est reconstruit au XVIIe siècle. Il ne reste plus qu'une seule de ses quatre tours. On y trouve une chapelle dédiée à sainte Marguerite et fondée en 1450 par Jean Ier de Poilley : une de ses portes est datée de 1607. Le château possédait autrefois une motte et une fuie. Propriété des seigneurs de Poilley en 1096, puis, par alliance, de la famille Léonèse ou le Léonnais (à la fin du XIIe siècle) qui prit le nom de Poilley. Le château passe ensuite entre les mains de la famille du Bourgblanc seigneurs d'Apreville en 1739, puis de la famille Princey vers 1758.
- Le manoir de la Grande-Boutriais ou Boutriais (XVe – XVIIe siècles). On y trouve les armoiries de Jehan de Servaude. Propriété successive des familles de la Fontaine (en 1399), de Jeanne Labbé dame du Haut-Châtellier veuve de Colin le Batteur (en 1430), le Batteur ou Bateur (en 1445), Léziart (en 1513), de Servaude seigneurs du Plessis (vers 1539), de la Valette seigneurs du Boismellet (vers 1602), Hardy seigneurs du Plessis-Hardy (en 1620), Benoît seigneurs des Ventes (en 1680), de Françoise Lesné dame de Touchamps et douairière de Poilley (au début du XVIIIe siècle), du comte de Poilley son fils et de la famille Lesné seigneurs de Torchamps (en 1739).
- La maison de Lanjuet (XVe – XVIIe siècles), propriété de la famille Gruel-Fayer.
- La mairie (XVIe siècle), agrandie en 1837.
- L'enclos paroissial (1920-1999).
- La maison de l'évêché (XVIe siècle), au no 14 rue des Tailleurs de pierre[32], avec au-dessus de la porte d'entrée et sur le linteau de la cheminée de la salle le symbolique calice[33].
- La fontaine-lavoir (XVIIe siècle), située au lieu-dit Galpy.
- La longère (XVIIe siècle), située à la Pierre-à-l'Âne.
- Le four à pain (XVIIIe siècle), situé au lieu-dit la Frolais.
- Le puits (XVIIIe siècle), situé au lieu-dit la Frilouze.
- Les moulins à eau de Déan et de la Motte.
- Les vestiges d'un édifice thermal et d'une villa (IIe et IIIe siècles), situés sur le site de la Soisière-du-Milieu.
- L'ancien manoir de la Fiolaye, situé route de Saint-Georges-de-Reintembault. Propriété de la famille de Poilley en 1513 et jusqu'en 1789.
- L'ancien manoir de la Cervelle, situé route de Saint-Georges-de-Reintembault. Propriété de la famille de Romilley seigneurs d'Ardennes en 1513.
- L'ancien manoir de la Piletais. Propriété de la famille de Poilley en 1513 et jusqu'en 1789.
- L'ancien manoir de Morand, situé route de Fougères. Propriété successive des familles le Batteur ou Bateur (en 1432), Thierry seigneurs du Boisorcant (en 1513 et en 1541), du Hallay seigneurs de Bonteville (au XVIe siècle), Hay seigneurs de la Montagne (vers 1676 et en 1705).
- Le manoir de la Maladrie, situé route de Montours. Il est moderne et remplace une ancienne léproserie.

## Personnalités liées à la commune
- Madeleine de Sinéty (1934-2011), photographe franco-américaine habitante de la commune de 1972 à 1980.